# Йоан Скилица
Йоан Скилица (на средногръцки: Ἰωάννης Σκυλίτζης) е византийски историк от края на XI век. Заема висшата юридическа длъжност велик друнгарий на виглата, а по-късно - поста куропалат.
Неговата главна творба, писана с намерението да продължи произведението на Теофан Изповедник „Хронография“, е „Исторически обзор“. Тя обхваща периода (811 – 1057) - от смъртта на император Никифор I Геник (в битката при Върбишкия проход) до абдикацията на Михаил VI, в полза на Исак I Комнин. Съществува и продължение на хрониката на Скилица, вероятно също негово дело, обхващащо периода 1057 – 1079 година. То е известно като „Продължението на Скилица“.

## Мадридски препис на Хрониката на Скилица
През XII век в Сицилия е направен препис на „Хрониката“, който сега се намира в Националната библиотека на Испания в Мадрид. Илюстрованият ръкопис е известен като „Мадридски Скилица“, Codex Græcus Matritensis Ioannis Skyllitzes или просто Skyllitzes Matritensis. Това е единственият оцелял илюстрован гръцки летопис. Съдържа 574 рисунки. Не е ясно дали рисунките са копия на оригинали от първоначалната версия или по-късна добавка.